# Världsmästerskapen i snowboard
Världsmästerskapen i snowboard är de världsmästerskap i snowboard som arrangeras av världsskidsportförbundet FIS. Världsmästerskapet hålls vartannat år och omfattar tävlingarna Big air, Halfpipe, Slopestyle, Parallellslalom, Parallellstorslalom och Snowboardcross för både herrar och damer. Tävlingarna hade premiär 1996.

## Tävlingar
| Upplaga | År    | Ort                            | Land      | Datum                   |
| ------- | ----- | ------------------------------ | --------- | ----------------------- |
| 1       | 1996  | Lienz, Tyrolen                 | Österrike | 24-28 januari           |
| 2       | 1997  | Innichen                       | Italien   | 21-26 januari           |
| 3       | 1999  | Berchtesgaden, Bayern          | Tyskland  | 12-19 januari           |
| 4       | 2001  | Madonna di Campiglio           | Italien   | 22-28 januari           |
| 5       | 2003  | Kreischberg, Steiermark        | Österrike | 13-19 januari           |
| 6       | 2005  | Whistler, British Columbia     | Kanada    | 16-22 januari           |
| 7       | 2007  | Arosa, Graubünden              | Schweiz   | 14-20 januari           |
| 8       | 2009  | Gangwon                        | Sydkorea  | 17-24 januari           |
| 9       | 2011  | La Molina / Barcelona          | Spanien   | 14-22 januari           |
| 10      | 2013  | Stoneham-et-Tewkesbury, Québec | Kanada    | 18-27 januari           |
| 11      | 2015* | Kreischberg, Steiermark        | Österrike | 15–25 januari           |
| 12      | 2017* | La Molina / Barcelona          | Spanien   | 7–19 mars               |
| 13      | 2019* | Park City/Deer Valley          | USA       | 1–10 februari           |
| 14      | 2021* | Idre                           | Sverige   | 11–13 februari          |
| 14      | 2021* | Rogla                          | Slovenien | 1–2 mars                |
| 14      | 2021* | Aspen                          | USA       | 10–16 mars              |
| 15      | 2023* | Bakuriani                      | Georgien  | 25 januari – 5 februari |
| 16      | 2025* | Engadin                        | Schweiz   |                         |

- Från 2015 hålls tävlingarna tillsammans med världsmästerskapen i freestyle.

## Medaljfördelning
Uppdaterad efter VM 2021.
| Nr                   | Nation               | Guld | Silver | Brons | Totalt |
| -------------------- | -------------------- | ---- | ------ | ----- | ------ |
| 1                    | Frankrike            | 20   | 22     | 10    | 52     |
| 2                    | USA                  | 20   | 13     | 22    | 55     |
| 3                    | Österrike            | 16   | 20     | 19    | 55     |
| 4                    | Schweiz              | 14   | 15     | 12    | 41     |
| 5                    | Kanada               | 9    | 10     | 8     | 27     |
| 6                    | Finland              | 9    | 5      | 10    | 24     |
| 7                    | Italien              | 8    | 9      | 10    | 27     |
| 8                    | Australien           | 8    | 3      | 4     | 15     |
| 9                    | Tyskland             | 6    | 5      | 12    | 23     |
| 10                   | Ryssland             | 6    | 5      | 5     | 16     |
| 11                   | Norge                | 5    | 4      | 8     | 17     |
| 12                   | Slovenien            | 3    | 5      | 4     | 12     |
| 13                   | Japan                | 3    | 5      | 3     | 11     |
| 14                   | Kina                 | 3    | 2      | 1     | 6      |
| 14                   | Tjeckien             | 3    | 2      | 1     | 6      |
| 16                   | Sverige              | 2    | 7      | 6     | 15     |
| 17                   | Belgien              | 2    | 2      | 1     | 5      |
| 17                   | Nya Zeeland          | 2    | 2      | 1     | 5      |
| 19                   | Ryska skidförbundet  | 2    | 1      | 2     | 5      |
| 20                   | Spanien              | 1    | 3      | 1     | 5      |
| 21                   | Nederländerna        | 1    | 2      | 1     | 4      |
| 22                   | Storbritannien       | 1    | 1      | 0     | 2      |
| 23                   | Ukraina              | 0    | 1      | 0     | 1      |
| 24                   | Polen                | 0    | 0      | 2     | 2      |
| 25                   | Slovakien            | 0    | 0      | 1     | 1      |
| Totalt (25 nationer) | Totalt (25 nationer) | 144  | 144    | 144   | 432    |

### Fotnoter
1. ↑  ”Results” (på engelska). FIS. http://data.fis-ski.com/snowboard/results.html?place_search=&seasoncode_search=all&sector_search=SB&date_search=&gender_search=&category_search=WSC&codex_search=&nation_search=&disciplinecode_search=&date_from=today&search=Search&limit=50. Läst 29 mars 2014.